# Leïla Shahid
Leïla Shahid —en àrab ليلى شهيد, Laylà Xahīd— (Beirut, Líban, 13 de juliol de 1949) és una política palestina. Des del 1994 fins al novembre del 2005 va ser la delegada general de Palestina a França; des d'aleshores, ocupa aquest càrrec a la Unió Europea, Bèlgica i Luxemburg.
Leïla Shahid neix en una família molt implicada en el moviment nacional palestí des del principi del segle, després de la caiguda de l'Imperi Otomà i la institució del Mandat Britànic de Palestina. La seva mare, Sirine Husseini, és descendent de dues grans famílies de Jerusalem, els al-Husseini i els al-Alami; Leïla és la neta de Faidi al-Alami, que va ser alcalde de Jerusalem del 1906 al 1909 i diputat de Jerusalem al Parlament otomà del 1914 al 1918. El pare d'aquest, Moussa al-Alami, també havia estat alcalde de la ciutat a finals del segle xix. Durant l'època del domini britànic a Palestina, els dirigents del moviment nacionalista palestí eren deportats pels britànics cap a camps militars i les seves famílies, a països de domini francès. Per això, la mare de Leïla va ser deportada al Líban. Allà, va conèixer el seu marit, Munib Shahid, originari de Sant Joan d'Acre, a Palestina, que aleshores estudiava medicina a la Universitat Americana de Beirut (AUB). La parella va tenir tres filles. El 1999, als 80 anys, la mare de Leïla, Sirine Husseini Shahid, escriu les seves memòries Souvenirs from Jerusalem, amb pròleg d'Edward Said.
La guerra dels Sis Dies esclata el dia que Leïla fa la selectivitat, el 5 de juny del 1967. Encara no té 18 anys. Trasbalsada per la desfeta inesperada dels tres exèrcits àrabs –el sirià, l'egipci i el jordà– contra l'únic exèrcit israelià, Leïla reacciona implicant-se en l'acció política. Comença amb una formació militar però de seguida s'adona que no és la seva vocació. Aleshores, decideix dedicar la seva vida a l'acció social i política als camps palestins del Líban Sud.
El 1968, Leïla Shahid reprèn els estudis de sociologia i antropologia a l'AUB, un dels centres històrics de l'oposició política palestina. Paral·lelament, s'involucra amb Yasser Arafat. El 1974 es trasllada a París per fer la seva tesi d'antropologia sobre els camps de refugiats. Coneix a Ezzedine Kalak, futur representant de l'OAP (Organització per a l'Alliberament de Palestina) a França, que serà assassinat el 1978. El 1976 Kalak la convenç a substituir-lo en la presidència del Sindicat d'Estudiants Palestins de França. A París, en un ambient d'intel·lectuals on s'hi barregen universitaris, escriptors, cineastes de la Nouvelle Vague i crítics de Cahiers du Cinema, la jove militant coneix l'escriptor marroquí Mohamed Berrada, amb qui es casa el 1978. S'instal·len al Marroc durant gairebé 10 anys.
El setembre del 1982, Leïla Shahid va a Beirut, juntament amb el seu amic Jean Genet. Precisament en aquell moment tenen lloc les massacres dels camps de refugiats de Sabra i Shatila, situats al sud de la ciutat. Quan arriben al lloc, descobreixen una visió de l'horror que inspirarà l'escriptor per crear Quatre heures à Chatila i Le captif amoureux dedicat als palestins. El 1989, Yasser Arafat nomena Leïla Shahid representant de l'OAP a Irlanda i, el 1990, representant de l'OAP als Països Baixos i Dinamarca. Del 1994 al 2005, és delegada general de Palestina a França. Des del novembre del 2005, Leïla Shahid és la delegada general de Palestina a la Unió Europea a Brussel·les.
És una de les tres promotores del Tribunal Russell sobre Palestina.
El març del 2009, Michèle Collery li va dedicar una pel·lícula Leïla Shahid, Palestina forever produïda pel canal Arte i la TRS (Télévision Suisse Romande).